# Althüttendorf
Althüttendorf är en kommun och ort i Landkreis Barnim i förbundslandet Brandenburg i Tyskland. 
Kommunen ingår administrativt som en del i kommunalförbundet Amt Joachimsthal (Schorfheide), vars säte finns i staden Joachimsthal.